# 튀르키예의 세속주의
튀르키예의 세속주의(Türkiye'de laiklik)는 튀르키예 공화국의 종교와 국가간의 관계를 정의하는 항목이다. 세속주의는 1928년 튀르키예 공화국의 헌법 개정시 헌법에 포함되었다. 이 때, "튀르키예 공화국의 국교는 이슬람교이다"라는 항목이 삭제되었다.
9년후인 1937년 2월 5일, 튀르키예 공화국의 헌법의 제2조에 라이시테(en:Laïcité)가 명시됐다. 현행 헌법인 1982년 튀르키예 헌법에서도 국교가 없음을 다시 한번 인정했다.

## 역사
튀르키예의 세속주의의 역사는 오스만 제국의 탄지마트로부터 시작한다. 이 후, 오스만 제국의 제2입헌정부 시대에 절정을 이루었다.

## 재정 조항
튀르키예 공화국의 헌법에 따르면 튀르키예 공화국은 세속, 민주 공화국이며 그 주권은 국민으로부터 나온다라고 명시돼있다.

## 사회에 미친 영향
튀르키예 헌법은 개인에게 종교의 자유를 부여했다. 또한, 모든 종교 단체들을 튀르키예 정부의 관리를 받아야하며, 어떠한 정당도 종교의 입장을 대변해서는 안된다고 명시했다. 그럼에도 불구하고, 튀르키예의 보수정당에서는 종교를 정치에 끌어들이고 있다.
또한, 2016년 튀르키예 쿠데타 이후 에르도안 정권의 개헌과 더불어 튀르키예에서 세속주의 경향의 약화로 인한 이슬람 원리주의의 발흥을 보이는 모습을 보이고 있다.

## 같이 보기
- 프랑스의 세속주의(라이시테, en:Laïcité)
- 2016년 터키 쿠데타